# Bazylika świętych Kosmy i Damiana w Rzymie
Bazylika świętych Kosmy i Damiana w Rzymie (wł. Basilica dei Santi Cosma e Damiano) – rzymskokatolicki kościół tytularny w Rzymie. 
Świątynia ta jest kościołem rektoralnym parafii San Marco Evangelista al Campidoglio oraz kościołem tytularnym, mającym również rangę bazyliki mniejszej. Jest też kościołem stacyjnym z czwartego czwartku wielkiego postu.

## Lokalizacja
Bazylika znajduje się w X Rione Rzymu – Campitelli przy Via dei Fori Imperiali 1.

## Patroni
Patronami świątyni są święci Kosma i Damian – rodzeni bracia (prawdopodobnie bliźniacy), lekarze, którzy ponieśli śmierć męczeńską za wiarę chrześcijańską około 303 roku. Święci ci są wymieniani w pierwszej modlitwie eucharystycznej.

## Historia
Początki bazyliki wiążą się z przekazaniem na rzecz Kościoła przez króla Ostrogotów Teodoryka Wielkiego i jego córkę Amalasuntę dwóch budowli stojących koło siebie – znajdującej się na forum Wespazjana biblioteki oraz świątyni Romulusa, co miało miejsce prawdopodobnie w 527 roku. Papież Feliks IV połączył otrzymane budynki i po ich odpowiedniej adaptacji powstał kościół, który dedykowano świętym Kosmie i Damianowi. Dawną świątynię Romulusa przekształcono w westybul bazyliki. Kościół pełnił funkcję diakonii, gdzie pomagano ubogim. Pod koniec VII wieku papież Sergiusz I odrestaurował bazylikę oraz wzbogacił jej wyposażenie, podobnie jak w VIII wieku papież Hadrian I, który dodatkowo wzbogacił diakonię o majątek ziemski, aby zapewnić dochód, pozwalający wspomagać biedaków i pielgrzymów.

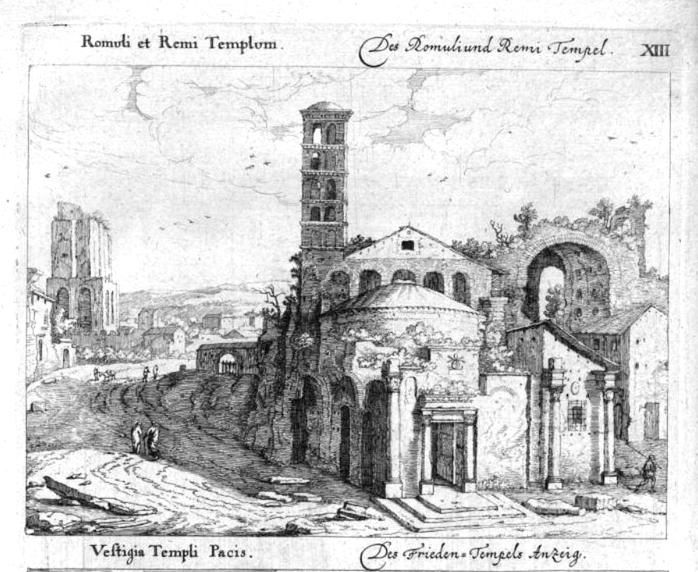
Bazylika jeszcze z wysoką dzwonnicą, Giovanni Battista Falda (1665)

W 1512 roku kościół został przekazany franciszkanom Trzeciego Zakonu Regularnego (którzy opiekują się nim do chwili obecnej). W 1583 roku w bazylice odkryto rzekome relikwie świętych Marka i Marceliana, nie wiadomo jednak w jaki sposób trafiły tutaj, ani w jaki sposób zostały zidentyfikowane. W ciągu wieków doszło do znacznego podniesienia poziomu gruntu otaczającego kościół, tak że w efekcie podłoga bazyliki leżała znacznie niżej niż tereny wokół niej. W 1632 roku papież Urban VIII zarządził odnowienie bazyliki. Prace, prowadzone według projektu Orazio Torriani i kierowane przez Luigi Arrigucci z Florencji, doprowadziły do podniesienia poziomu podłogi o siedem metrów. Spowodowało to wyrównanie poziomu z otaczającym terenem, co zapobiegało zalewaniu przez wodę, ponadto dzięki temu krypta na pierwotnym poziomie podłogi. Podniesiono również wejście do bazyliki i ozdobiono je barokowym frontonem, a okrągła sala wejściowa otrzymała kopułę. Dodatkowo po obu stronach nawy umieszczono po trzy boczne kaplice. Wstawiony został również rzeźbiony drewniany sufit z herbem papieża Urbana VIII oraz wykonano nowy ołtarz główny. Wcześniej bazylika po lewej stronie miała wysoką dzwonnicę o pięciu kondygnacjach nad linią dachu, została ona jednak rozebrana, by zrobić miejsce dla klasztoru, a wieżę zastąpiono niewielką dzwonnicą parawanową.
W 1880 roku, w związku z wykopaliskami na forum, obniżono wejście do westybulu bazyliki, wówczas zniszczono też barokowy fronton. Od tej pory dostęp do kościoła był poprzez sąsiadujący klasztor. Po II wojnie kontynuowano proces przekształcania dawnej świątyni Romulusa w starożytny pomnik. Nowe wejście do bazyliki zostało otwarte po stronie Via dei Fori Imperiali. W 1990 roku przeprowadzono dalsze prace w świątyni Romulusa. Została rozbita marmurowa podłoga z XVII wieku, dzięki czemu połączono kryptę z westybulem, tworząc ponownie jedną przestrzeń. Wejście zostało wyposażone w schody, dzięki czemu można wejść z forum, a ściany wewnętrzne zostały zdarte do cegły, w trakcie tego procesu odkryto kilka XIII-wiecznych fresków, które zostały zachowane. W 2000 roku zainstalowano duże szklane okno w drzwiach pomiędzy westybulem i głównym korpusem kościoła.

## Architektura i sztuka

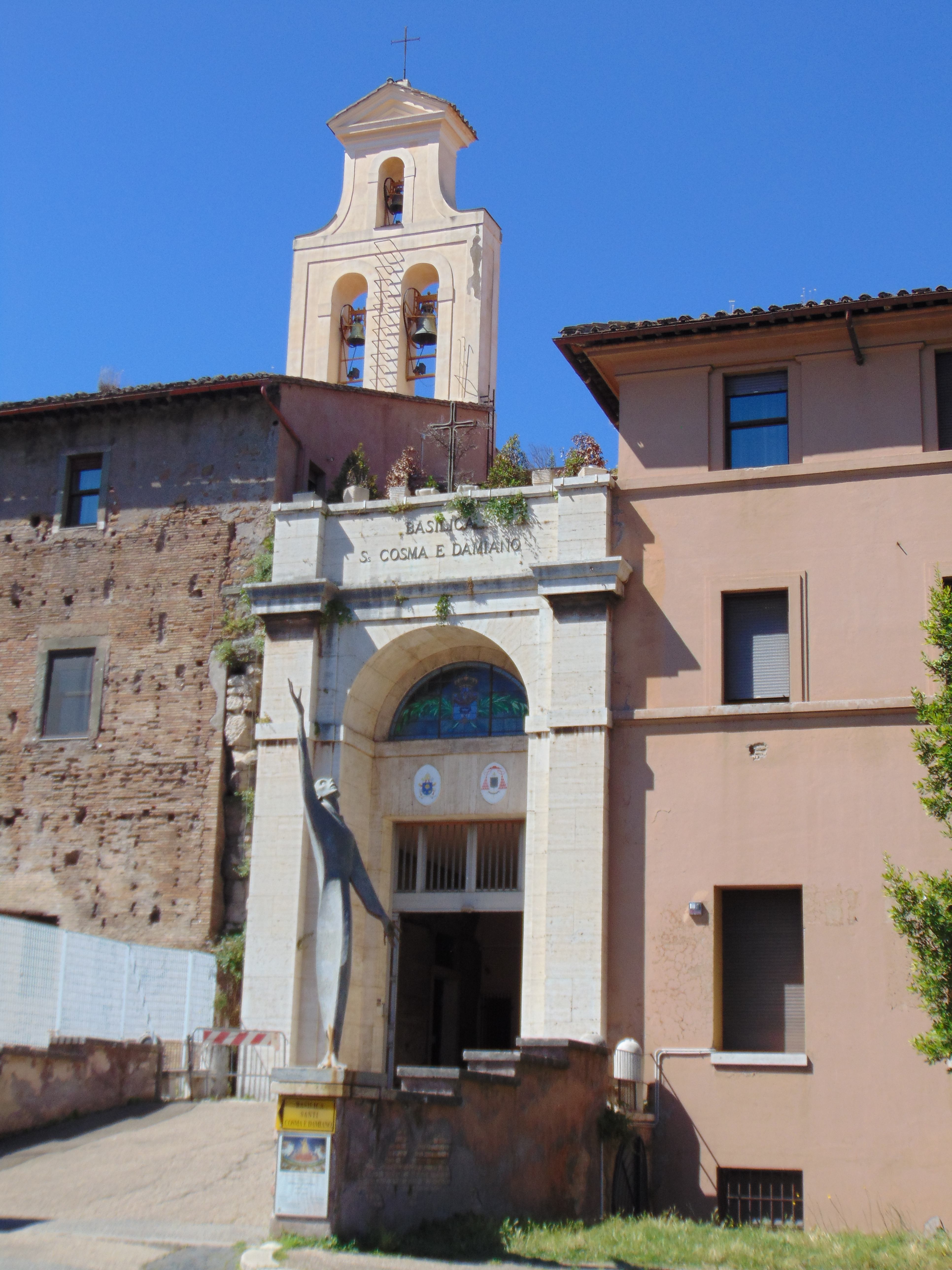
Obecne wejście do bazyliki i dzwonnica

Obecnie dawna świątynia Romulusa, służąca wcześniej za westybul bazyliki, jest od niej oddzielona szybą. Do kościoła można dostać się przechodząc przez krużganek sąsiadującego z bazyliką klasztoru franciszkańskich tercjarzy regularnych, wejście prowadzi na początek nawy po lewej stronie kościoła. Plan samej bazyliki (bez dawnej świątyni Romulusa) jest prawie kwadratowy z półkolistą apsydą.
Bazylika ma jedną nawę z trzema zewnętrznymi kaplicami po lewej stronie i czterema po prawej. Wejścia do nich prowadzą poprzez duże łuki, nad którymi znajdują się panele freskowe. Freski na ścianach nawy i kaplicach pochodzą z XVII wieku, z wyjątkiem jednego wcześniejszego z XIII wieku.
Prezbiterium
Prezbiterium zajmuje apsydę. Po lewej stronie, za łukiem tęczowym, znajduje się przejście prowadzące do schodów krypty. W apsydzie umieszczono stalle dla zakonników, ustawione wokół zakrzywionej ściany. Mozaika apsydy pochodzi z VI wieku. W zamierzeniu twórców miała być oglądana z ówczesnego poziomu podłogi, a więc o siedem metrów niżej niż obecnie. Pośrodku niej znajduje się Chrystus podczas paruzji, który stoi na czerwonych chmurach świtu i jest ubrany w złote szaty z monogramem I, w lewej ręce trzyma zwinięty zwój. Po lewej stronie stoi św. Paweł, a po prawej św. Piotr. Przedstawiają oni Chrystusowi Kosmę i Damiana trzymających korony męczenników. Z brzegu po prawej stronie znajduje się męczennik św. Teodor, a po lewej umieszczono papieża Feliksa IV, trzymającego w rękach model kościoła (ta postać została przywrócona w XVII wieku, wcześniej papież Grzegorz XIII nakazał przerobić go na papieża Grzegorza Wielkiego). Za postaciami znajduje się rzeka Jordan, po bokach są palmy, na jednej z nich po lewej stronie umieszczono feniksa, będącego symbolem zmartwychwstania. W pasie poniżej przedstawiono Baranka Bożego w otoczeniu dwunastu owiec reprezentujących Apostołów. W pasie tym z lewego brzegu znajduje się miasto mające symbolizować Jerozolimę, a z prawego Betlejem. Poniżej umieszczono napis dedykacyjny: Aula Dei claris radiat speciosa metallis, in qua plus fidei lux pretiosa micat. Martyribus medicis populo spes certa salutis, venit et ex sacro crevit honore locus. Optulit hoc Domino Felix antistite dignum, minus ut aetherea vivat in arce poli. Poniżej mozaiki apsydy znajduje się szereg tond z około 1635 roku przedstawiający świętych franciszkańskich, przy czym mężczyzn umieszczono po lewej stronie, a kobiety po prawej.
Mozaika na łuku tęczowym była częścią tego samego schematu ideologicznego co mozaika absydy, ale mogła ona zostać ukończona w późniejszych czasach, za papieża Sergiusza I pod koniec VII wieku. Kompozycja nawiązuje do pierwszych rozdziałów Apokalipsy św. Jana. Centralnie umieszczono Baranka Bożego na tronie z krzyżem powyżej i zwojem z siedmioma pieczęciami poniżej. Baranka otacza siedem świeczników oraz czterech aniołów. W górnych rogach znajdują się symbole Ewangelistów – w lewym uskrzydlony człowiek reprezentujący św. Mateusza, a po prawej orzeł – św. Jana. Nad pilastrami widać ramiona wyciągające się w kierunku Baranka. Należały one do starców z Apokalipsy, których postacie zostały zniszczone podczas renowacji bazyliki w XVII wieku (podobnie jak symbole pozostałych dwóch Ewangelistów).
Ozdobny barokowy ołtarz główny autorstwa Domenico Castelli z 1637 roku mieści XII-wieczny wizerunek Matki Bożej z Dzieciątkiem. Malowidła sklepienia wykonał Marco Montagna. Po prawej stronie ołtarza znajduje się świecznik paschalny ze skręconą marmurową kolumną.
Kaplice boczne
Pierwsza kaplica z prawej strony była dedykowana Matce Bożej Bolesnej, w ołtarzu przedstawiono Zdjęcie z krzyża. Autorem fresków na bocznych ścianach był Giovanni Battista Speranza, z wyjątkiem XIII-wiecznego przedstawiającego Chrystusa Ukrzyżowanego Króla. Kaplica została odrestaurowana, średniowieczny fresk jest teraz w ołtarzu, natomiast ściany boczne zostały zdrapane.
Druga kaplica po prawej jest poświęcona św. Janowi Ewangeliście. Są tu obrazy Giovanniego Baglioniego.
Kaplica trzecia po prawej stronie poświęcona jest św. Antoniemu z Padwy. Ołtarz autorstwa Giovanni Antonio Galli ukazuje świętego, który podczas czytania Pisma Świętego ma widzenie Dzieciątka Jezus.
Czwarta kaplica z prawej strony dedykowana została św. Franciszkowi z Asyżu, ołtarz pochodzi ze szkoły Girolamo Muziano.
Pierwsza kaplica po lewej stronie poświęcona jest św. Barbarze. Freski na bocznych ścianach są autorstwa Allegrini.
Druga kaplica po lewej jest dedykowana św. Aleksandrowi. W ołtarzu umieszczono Ukrzyżowanie w stylu Rubensa, natomiast freski na bocznych ścianach przedstawiające sceny z męczeństwa patrona kaplicy są autorstwa Francesco Allegrini.
Trzecia kaplica po lewej stronie poświęcona jest świętym Róży i Rozalii, które pokazane są na anonimowym ołtarzu z początku XVI wieku.
Krypta

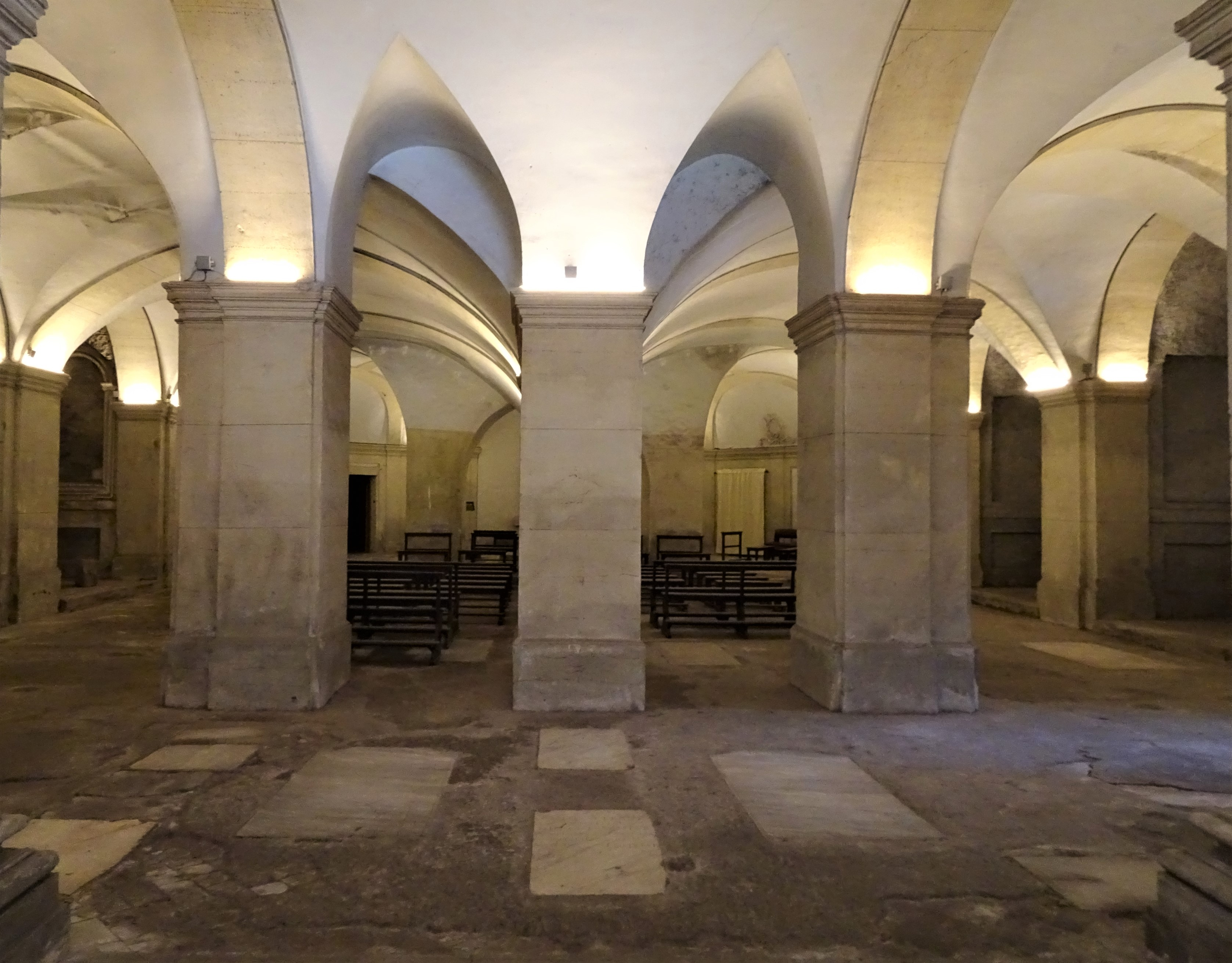
Krypta bazyliki

Krypta bazyliki leży na pierwotnym poziom podłogi kościoła. Niektóre pozostałości dekoracyjnej posadzki bazyliki są widoczne na podłodze. Znajdują się tutaj domniemane relikwie świętych Marka i Marceliana, a także część relkwii patronów bazyliki św. Kosmy i Damiana.

## Kardynałowie diakoni
Bazylika świętych Kosmy i Damiana jest jednym z kościołów tytularnych nadawanych kardynałom-diakonom (Titulus Sanctorum Cosmae et Damiani).
- Hugo (1105–1112)
- Pietro Pierleoni (1113–1120)
- Gionata di Tuscolo (1120–1130)
  - Mateusz[a] (1130–1136)
- Guido Pisano (1132–1149)
- Rolando Bandinelli (1150–1151)
- Boso (1156–1165)
- Graziano da Pisa (1178–1205)
- Giovanni Colonna (1206–1216)
- Gil Torres (1216–1254)
- Giordano Pironti (1262–1269)
- Benedetto Caetani (1295–1296)
- Jean Gilles (1405–1408)
- Pietro Stefaneschi (1409–1410)
- Francesco Zabarella[b] (1411–1417)
- Ardicino della Porta (1426–1434)
- Pierre de Foix (1477–1490)
- Alessandro Farnese (1493–1503); in commendam (1503–1513)
- Innocenzo Cibo (1513–1517)
- Giovanni Salviati (1517–1543)
- Giacomo Savelli (1543–1552)
- Girolamo Simoncelli (1554–1588), od ok. 1573 kardynał prezbiter pro hac vice
- Federico Borromeo (1589)
- Guido Pepoli (1590–1592)
- Flaminio Piatti (1592–1593)
- Agostino Spinola Basadone (1623–1631)
- Alessandro Cesarini (1632–1637)
- Benedetto Odescalchi (1645–1659)
- Odoardo Vecchiarelli (1660–1667)
- Leopoldo de’ Medici (1668–1670)
- Nicolò Acciaioli (1670–1689)
- Fulvio Astalli (1689–1710)
- Bartolomeo Ruspoli (1730–1741)
- Mario Bolognetti (1743–1747)
- Carlo Vittorio Amadeo della Lanze (1747)
- Luigi Maria Torregiani (1753–1754)
- Girolamo Colonna di Sciarra (1756–1760)
- Cornelio Caprara (1762–1765)
- Benedetto Veterani (1766–1776)
- Antonio Maria Doria Pamphili (1785–1789)
- Ludovico Flangini Giovanelli (1789–1794)
- Giovanni Caccia-Piatti (1816–1833)
- Pietro de Silvestri (1858–1861)
- Tommaso Maria Zigliara OP (1879–1891)
- Raffaele Pierotti OP (1896–1905)
- Ottavio Cagiano de Azevedo (1905–1915)
- Andreas Frühwirth OP tytuł prezbiterialny pro hac vice (1916–1927)
- Vincenzo Lapuma (1935–1943)
- Crisanto Luque Sánchez tytuł prezbiterialny pro hac vice (1953–1959)
- Francesco Morano (1959–1968)
- Johannes Willebrands (1969–1975)
- Eduardo Francisco Pironio (1976–1987), tytuł prezbiterialny (1987–1995)
- Giovanni Cheli (1998–2008), tytuł prezbiterialny  pro hac vice (2008–2013)
- Beniamino Stella (2014–2020)
- Mario Grech (od 2020)